# The Apology (documental de 2016)
The Apology es un documental de Tiffany Hsiung sobre la trayectoria personal de tres antiguas "mujeres de consuelo" que formaron parte de las 200.000 niñas y jóvenes secuestradas y obligadas a la esclavitud sexual militar por el Ejército Imperial Japonés durante la Segunda Guerra Mundial. La película fue producida por Anita Lee para el National Film Board de Canadá y se estrenó en 2016.
Hsiung, que trabajó en el proyecto durante casi una década, manifestó que en ocasiones tuvo dudas sobre reabrir un tema tan doloroso «Otro de los retos fue hablar con aldeanos en China, por ejemplo, quienes no entenderían la razón de hacer una película sobre este tema. Hay una resistencia a hablar de las atrocidades porque existe cierta vergüenza de que se permitiera que ocurrieran estos hechos». También le preocupaba que, debido al largo proceso de producción, sus tres protagonistas, de edad avanzada, no vivieran lo suficiente para ver la película terminada.

## Synopsis
Unos setenta años después de su encarcelamiento en las llamadas "estaciones de internamiento", las tres "abuelas" —la abuela Gil en Corea del Sur, la abuela Cao en China y la abuela Adela en Filipinas— afrontan el ocaso de sus vidas con una salud delicada.Tras décadas de vivir en silencio y avergonzadas por su pasado, saben que se les acaba el tiempo para contar la verdad de primera mano y garantizar que este horrible capítulo de la historia no caiga en el olvido.
A medida que se desarrolla la película, se hacen patentes sus historia y las luchas que les han moldeado y continúan impactando en sus vidas. Escenas íntimas cotidianas e intercambios afectuosos con amigos y seres queridos ofrecen una visión de cómo han logrado seguir adelante a pesar de sus traumáticas experiencias. Estos momentos también revelan las muchas y complejas decisiones que las abuelas tuvieron que afrontar a lo largo de sus vidas —y continúan afrontando— como sobrevivientes. La película incluye imágenes de un político japonés actual argumentando que las esclavas sexuales eran “necesarias” durante la guerra. En una de las protestas semanales frente a la embajada japonesa de Corea del Sur que se llevan a cabo desde 1992, se ve a hombres lanzando insultos a las mujeres mayores, llamándolas "putas". Queda dolorosamente claro que el pasado sigue vivo, junto con los desafíos que seguirán soportando las herederas de su legado.
Gil Won-ok, o "Abuela Gil" como se la conoce cariñosamente entre una consolidada red de activistas, lleva asistiendo a manifestaciones semanales frente a la embajada japonesa en Seúl. A pesar de su edad y su delicada salud, la abuela Gil sigue siendo una portavoz clave en el movimiento para conseguir una disculpa oficial del gobierno japonés. Sus agotadores viajes finalmente la llevan ante el Consejo de Derechos Humanos de la ONU en Ginebra para entregar una petición con más de un millón de firmas en nombre de sus compañeras sobrevivientes.
La abuela Cao vive en una remota aldea rodeada de montañas en la China rural, donde lo que les sucedió a cientos de niñas locales después de ser secuestradas ha sido durante mucho tiempo un secreto a voces entre los veteranos. Ferozmente independiente, la abuela Cao insiste en vivir sola a pesar de las protestas de su fiel hija, que desconoce la historia de su madre. Sólo cuando un historiador le solicita su testimonio sobre sus experiencias, la abuela Cao acepta romper décadas de estoico silencio sobre su doloroso pasado.
En Ciudad Roxas, la abuela Adela logra encontrar consuelo, camaradería y una sensación de libertad como parte de un grupo de apoyo para otras sobrevivientes. Aunque encontró el amor después de la guerra, ocultó cuidadosamente a su marido la verdad sobre su pasado. Ahora, viuda, se siente culpable por no haber compartido su secreto. Decide contárselo a sus hijos, pero no sabe si desahogarse después de tantos años compensará el haberle ocultado la verdad al amor de su vida.
Tanto si buscan una disculpa formal del gobierno japonés como si hacen acopio de valor para compartir su secreto con sus seres queridos, su determinación les impulsa a seguir adelante y aprovechan esta última oportunidad para encaminar a las generaciones futuras hacia la reconciliación, la curación y la justicia

## Reparto
En la película aparecen tres antiguas mujeres de consuelo: Gil Won-ok, Adela Reyes Barroquillo y Cao Hei Mao, además de las activistas Zhang Shuang Bing y Meehyang Yoon.

## Estreno
The Apology se estrenó mundialmente en el Festival Internacional de Cine Canadiense Hot Docs 2016 en Toronto. En octubre de ese mismo año la película ganó el premio Cinephile de Busan en los Vision Awards del Festival Internacional de Cine de Busan. Al mes siguiente, recibió el Premio del Público en el Festival de Cine de Cork de 2016. Después de emitirse en PBS en 2018, ganó un premio Peabody en 2018.